# Pierre Morosini
Pour les articles homonymes, voir Morosini.
Pierre Lucien Louis Morosini (né le 2 juillet 1924 à Villemomble et mort le 13 octobre 2009 à Antibes) est un peintre français, conférencier, qui vécut une partie de sa vie à Juan-les-Pins. Sa peinture s'inscrit dans un courant figuratif. Certaines de ses œuvres sont conservées au Musée d'art et d'histoire de Saint-Brieuc. Il fut l'invité d'honneur conjointement avec le sculpteur Christian Maas de la 12e édition de l'Aigle de Nice international en  2000, grand prix international d’arts plastiques de la ville de Nice et de la région Provence-Alpes-Côte d'Azur.